# Istituto centrale per sordi
L'Istituto centrale per sordi (in inglese: Central Institute for the Deaf; CID) è una scuola per sordi di Saint Louis, nello Stato del Missouri. Si tratta di una scuola che insegna agli studenti con l'ascolto, la lingua parlata ed il bilinguismo della lingua dei segni americana, conosciuto anche come l'approccio dell'oralismo, all'istruzione.

## Storia
La scuola fu fondata da Max Aaron Goldstein, nel 1914. Si occupa dell'educazione dei docenti specializzati per sordi. Fanno delle lezioni della medicina di veterinaria e fanno delle ricerche riguardo alla sordità in collaborazione con Harvard Medical School.
Nel settembre del 2003 ci fu una crisi che portò alla riorganizzazione sulle ricerche sulla sordità e sulle persone sorde.

## Sport
La CID ha una squadra di baseball, St. Louis Cardinals che vinse nel 1934.